# تشميع (خيمياء)
التشميع (بالإنجليزية: Ceration)‏ هي عملية كيميائية كانت تستعمل في الخيمياء. وكانت تعتبر واحدة من العمليات الخيميائية الأساسية الإثناعشرية المقبولة. وتتم العملية بإضافة مستمرة لسائل إلى مادة أثناء تسخينها (انظر التكليس). تعطي هذه العملية للمادة طراوة ومظهرًا مشابهًا للشمع.